# Régional

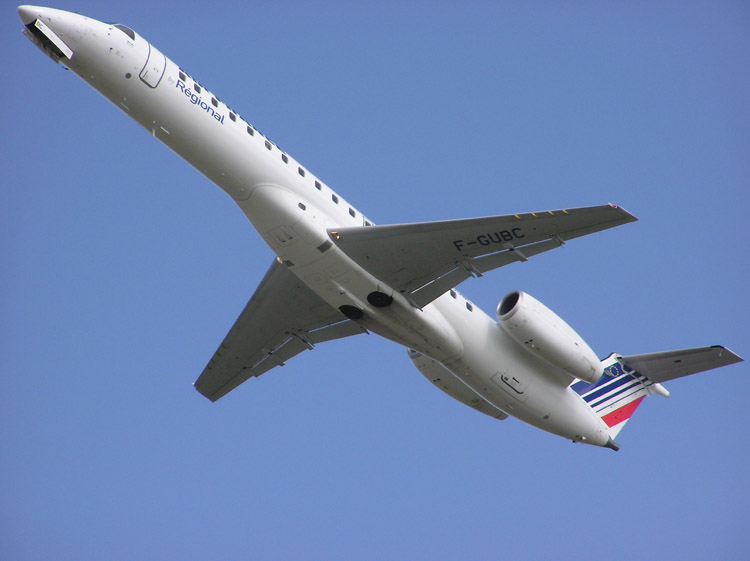
Un Embraer 145 de Régional, despegando desde Bristol

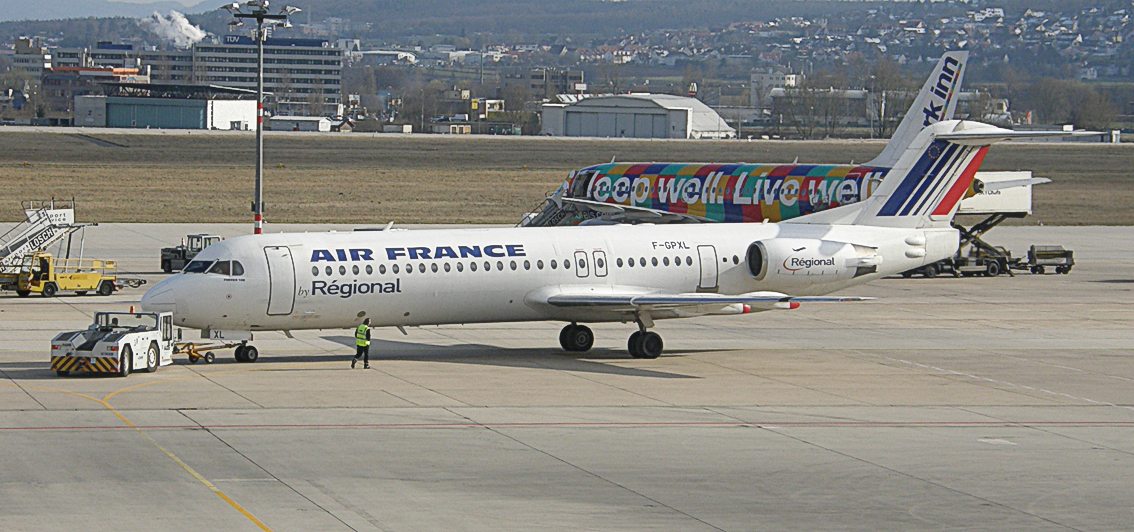
Un Fokker 100 de Régional, estacionado en el aeropuerto de Stuttgart

Régional fue una aerolínea regional francesa, una de las compañías subsidiaria de Air France. Enlazaba las principales ciudades francesas y europeas y su red estaba organizada en torno a cuatro bases: París-Charles de Gaulle, Burdeos, Lyon y Clermont-Ferrand

## Historia
Régional fue creada en 2001 por la fusión de Regional Airlines, Proteus Airlines y Flandre Air, todas filiales de Air France desde 2000. Régional enlazaba las principales ciudades francesas y europeas, con vuelos de corto y medio radio.
A partir de 2006, Régional estaba modernizando y consolidando su flota, considerando aliarse con un socio de turbohélice a medida que se enfocaba cada vez más en sus operaciones de aviones a reacción. Los dos Saab 2000 restantes se retiraron gradualmente en 2006 y el último de sus nueve Embraer EMB 120 Brasilia lo hizo en 2008, lo que marcó la salida de todos los aviones turbohélice de Régional.
El 31 de marzo de 2013, la aerolínea se fusionó con Airlinair y Brit Air para formar HOP!, una nueva aerolínea regional subsidiaria de Air France.

## Antiguos destinos
La compañía ofrecía unos 360 vuelos diarios a 20 destinos en Francia y 29 en Europa, operados para Air France.

## Flota histórica
La flota de Airlinair estuvo compuesta por las siguientes aeronaves:
| Aeronaves                | Total | Introducido | Retirado | Matrículas |
| ------------------------ | ----- | ----------- | -------- | --- |
| Beechcraft 1900          | 14    | 2001        | 2003     | F-GLNE, F-GRYL, F-GRMD, F-GLND, F-GRPM, F-GUCB, F-GLNF, F-GLNH, F-GLNK, F-GTKJ, F-GTVC, F-GREA, F-GPBM y F-GMAD |
| Embraer E-170            | 16    | 2008        | 2013     | F-HBXA, F-HBXB, F-HBXC, F-HBXD, F-HBXE, F-HBXF, F-HBXG, F-HBXH, F-HBXI, F-HBXJ, F-HBXK, F-HBXL, F-HBXM, F-HBXN, F-HBXO y F-HBXP                                                                                                 |
| Embraer E-190            | 10    | 2006        | 2013     | F-HBLA, F-HBLB, F-HBLC, F-HBLD, F-HBLE, F-HBLF, F-HBLG, F-HBLH, F-HBLI y F-HBLJ |
| Embraer EMB 120 Brasilia | 20    | 2001        | 2008     | F-GFEO, F-GGTD, F-GHIA, F-GHIB, F-GIVK, F-GJAK, F-GLRG, F-GMMU, F-GMOD, F-GTBG, F-GTBH, F-GTSG, F-GTSH, F-GTSI, F-GTSJ, F-GTSK, F-GTSN, F-GTSO, F-GTSP y LX-EAC                                                                 |
| Embraer ERJ-135          | 9     | 2001        | 2013     | F-GOHA, F-GOHB, F-GOHC, F-GOHD, F-GOHE, F-GOHF, F-GRGP, F-GRGQ y F-GRGR |
| Embraer ERJ-145          | 28    | 2001        | 2013     | F-GRGA, F-GRGB, F-GRGC, F-GRGD, F-GRGE, F-GRGF, F-GRGG, F-GRGH, F-GRGI, F-GRGJ, F-GRGK, F-GRGL, F-GRGM, F-GUAM, F-GUBA, F-GUBB, F-GUBC, F-GUBD, F-GUBE, F-GUBF, F-GUBG, F-GUEA, F-GUFD, F-GUJA, F-GUMA, F-GUPT, F-GVGS y F-GVHD |
| Fokker 70                | 5     | 2004        | 2009     | F-GLIS, F-GLIT, F-GLIU, F-GLIV y F-GLIX |
| Fokker 100               | 11    | 2001        | 2010     | F-GIOG, F-GLIR, F-GMPG, F-GNLI, F-GNLJ, F-GNLK, F-GPNK, F-GPNL, F-GPXA, F-GPXL y F-GPXM |
| Saab 2000                | 10    | 2001        | 2007     | F-GMVB, F-GMVC, F-GMVD, F-GMVE, F-GMVG, F-GMVU, F-GNEH, F-GNEI, F-GTSB y F-GTSL |

## Mantenimiento
La compañía desarrolla actividades en el sector del mantenimiento aeronáutico en sus centros de Clermont-Ferrand y Lille especializándose en los jets Embraer, de los que es el primer operador en Europa y, en cooperación con Airlinair a través de la creación de un grupo de interés económico, en los turbopropulsores ATR.